# Dmitrij Kiričenko
Dmitrij Sergeevič Kiričenko (in russo Дмитрий Сергеевич Кириченко?; Novoaleksandrovsk, 17 gennaio 1977) è un allenatore di calcio ed ex calciatore russo, di ruolo attaccante.

## Carriera

### Club
È stato capocannoniere della Prem'er-Liga nel 2002 e nel 2005.
Nel 2008 è stato il capocannoniere dell'ultima Coppa Intertoto 2008, avendo segnato 5 reti con il FK Mosca.
Nel 2011 ritorna al Rostov, nel quale aveva già militato in precedenza, scegliendo la maglia numero 10.

### Nazionale
Detiene il record del gol più veloce segnato nella fase finale di un Europeo: nel 2004 realizzò un gol dopo 67 secondi nella partita Russia-Grecia (terminata 2-1), battendo il precedente record (2 minuti e 8 secondi) detenuto da Sergej Alejnikov.

## Palmarès

### Giocatore

#### Club
- Coppa di Russia: 2

CSKA Mosca: 2002-2003, 2004-2005
- Campionato russo: 1

CSKA Mosca: 2003
- Supercoppa di Russia: 1

CSKA Mosca: 2004

#### Individuale
- Capocannoniere del campionato russo: 2

2002 (15 gol, a pari merito con Rolan Gusev), 2005 (14 gol)
- Capocannoniere della Coppa Intertoto UEFA: 1

2008 (5 gol)